# Tamir Pardo
 (avril 2025).
Si vous disposez d'ouvrages ou d'articles de référence ou si vous connaissez des sites web de qualité traitant du thème abordé ici, merci de compléter l'article en donnant les références utiles à sa vérifiabilité et en les liant à la section « Notes et références ».
Tamir Pardo (en hébreu : תמיר פרדו ; né le 24 mars 1953 à Jérusalem) est un ancien militaire et haut fonctionnaire expert en renseignement. Il est directeur du Mossad, succédant à Meïr Dagan du 1er janvier 2011 jusqu'en 2015. Sa nomination est annoncée par le Premier ministre israélien Benjamin Netanyahou le 29 novembre 2010.

## Biographie
Il fait son service militaire comme officier de liaison spécialisé dans la lutte contre le terrorisme, et prend part au raid d'Entebbe au cours de laquelle Jonathan Netanyahou est tué. En 1980, il rejoint le Mossad. En 1998, il devient le directeur du service Caesarea chargé de la surveillance électronique. En 2005, il sert dans la force de défense israélienne. Dagan lui promet le poste de directeur du Mossad qu'il reçoit en 2010.
Lors d'un entretien avec Haaretz en mai 2018, Pardo déclare qu'en 2011, Netanyahou avait ordonné au Mossad et à Tsahal de se préparer à une attaque contre l'Iran dans les 15 jours, mais lui et le chef d'état-major Benny Gantz ont remis en question l'autorité légale du Premier ministre de donner un tel ordre sans l'approbation du Cabinet. Netanyahou a donc reculé.